# NGC 3083
NGC 3083 é uma galáxia espiral (Sa) localizada na direcção da constelação de Sextans. Possui uma declinação de -02° 52' 39" e uma ascensão recta de 9 horas, 59 minutos e 49,6 segundos.
A galáxia NGC 3083 foi descoberta em 22 de Janeiro de 1865 por Albert Marth.